# Abadan
Abadan je mesto v jugovzhodnem Iraku. Leta 2002 je štel 257.000 prebivalcev. V mestu je pristanišče, na levem bregu Šatt al Araba, okoli 50 km pred izlivom v Perzijski zaliv. V bližini Abadana so tudi velike rafinerije nafte (nafta prihaja po naftovodih iz Huzistana). Abadan se je hitro razvijal po letu 1909, ko je tam Anglo-perzijska naftna družba zgradila prvo rafinerijo. Mesto je bilo porušeno med vojno 1980-88 in odtlej je velik del predelave nafte prevzel terminal na otoku Khark.